# Getaround
Getaround est une entreprise américaine spécialisée dans l'autopartage. C'est une plateforme mettant en relation propriétaires de véhicules, particuliers comme professionnels, et conducteurs. Depuis la plateforme, le service permet aux propriétaires de partager leurs véhicules et aux conducteurs d'accéder à des véhicules en libre-service autour d'eux. Le smartphone du conducteur permet l'ouverture du véhicule loué. La société a été fondée par Elliot Kroo, Jessica Scorpio et Sam Zaid en 2009.
Drivy, fondée en 2010 par Paulin Dementhon est rachetée en avril 2019 par Getaround qui l'y incorpore sous sa marque. Via son application et son site internet, la plateforme propose aux conducteurs urbains un accès à des véhicules partagés en libre-service autour d'eux, mis à disposition par des propriétaires particuliers et professionnels.

## Histoire
Drivy est créé en 2010 sous le nom de Voiturelib par Paulin Dementhon. La plateforme permet alors de réserver des véhicules de particuliers près de chez soi, ou de louer son propre véhicule pour le rentabiliser. Le site Internet est rendu disponible un an après en France. En 2012, la plateforme lance ses applications mobiles sur iOS et Android avant de devenir Drivy au début de l'année suivante.
En avril 2012, la société d'autopartage lève 2 millions d'euros auprès des fonds d'investissement Alven Capital et Index Ventures en capital risque. 
En novembre 2014, fort d'avoir signé un nouveau tour de table de huit millions d'euros auprès de ses investisseurs, Drivy déploie pour la première fois son service à l'international, en Allemagne, avec une première étape à Berlin. La plateforme s'ouvre à l'Espagne huit mois après son entrée en Allemagne.
En avril 2015, Drivy fait l'acquisition de Buzzcar, un service concurrent de location de voitures entre particuliers permettant aux propriétaires de proposer la location de leur véhicule en ligne, à l'instar de Drivy. Un mois plus tard, Drivy rachète un autre de ses concurrents français, Livop, et son homologue allemand, Autonetzer.
Huit millions d'euros sont ensuite récoltés auprès de Mobivia Groupe, du Fonds écotechnologies de la BPI et de ses investisseurs historiques, Alven Capital et Index Ventures.
En 2016, deux mois après sa levée de 31 millions d'euros, Drivy franchit le cap du million d'utilisateurs et poursuit son expansion en Autriche et en Belgique. En novembre 2017, Drivy lance son service au Royaume-Uni.
Bpifrance entre dans le capital de Drivy, qui lève alors 31 millions d'euros auprès de Cathay Innovation, Nokia Growth Partners, Bpifrance, Via ID (Mobivia Groupe) et Index Ventures.
En 2016, la plateforme s'ouvre aux propriétaires professionnels et entrepreneurs de l'autopartage.
En avril 2019, le concurrent américain Getaround acquiert l'entreprise française Drivy neuf ans après sa création et supprime la marque,.

## Drivy Open
Drivy lance fin 2015 la technologie Drivy Open à Paris, puis à Berlin et Barcelone. Il s'agit d'un boîtier installé dans la voiture des propriétaires qui le souhaitent. En septembre 2016, le service d'ouverture par smartphone Drivy Open est étendu à douze nouvelles villes européennes. Depuis 2019, le système est rebaptisé Getaround Connect.

## Flotte

### Particuliers
Initialement, le Drivy permettait uniquement la location de voitures entre particuliers, jusqu'en 2016. La plateforme a par la suite permis l'inscription des véhicules de professionnels[source insuffisante].

### Professionnels et entrepreneurs
Depuis 2016, la plateforme est ouverte aux propriétaires professionnels et aux entrepreneurs. Ces professionnels et entrepreneurs travaillent avec Drivy pour développer leur activité d'autopartage à part entière ou à temps partiel, en dédiant une flotte de véhicules à l'autopartage via la plateforme Drivy.